# 若栗城 (越中国)
若栗城（わかぐりじょう）は、富山県（旧越中国）黒部市若栗3737にあった日本の城（平地城館）。とやま城郭カードNo.2。黒部市指定史跡。地元では「館の城」や「館山」（タッチャマ）とも呼ばれている。

## 概要・歴史
地方武士団の領主が、黒部川左岸の旧北陸街道に面した交通の要衝地に築城した戦国時代の典型的な平城で、城主は不悪糺斎右京輔と伝えるが、別に織田太郎左衛門とも言われ、詳細は不明である。
1554年（天文23年）に上杉謙信（長尾景虎）が敵中へ侵攻、当時の若栗城主であった糺斎右京輔とその息女が奮戦したが落城。
以前は東西約90メートル、南北約80メートル程度の規模があり、1955年7月11日に黒部市史跡に指定されたものの、1974年からの圃場整備により土塁の東側の一部が削られ、景観が大きく変わってしまっている。現在はサクラの木々が植樹された大きな土盛りの土手（東側を除く三方を囲んだコの字形）と、城跡の高い所に建設された天満宮により構成されている。春にはサクラ、秋には彼岸花の名所として地元民の間で有名である。
発掘調査の際、建物の基礎とみられる石敷や土塁の裾の石列、珠洲焼片などが出土されている。

## アクセス
- 黒部宇奈月温泉駅から黒部川方向に徒歩約10分[6]。